# Akhti
Akhti est la divinité du soleil à l'horizon de la mythologie égyptienne suivant l'étymologie de son nom, à savoir « celui de l'horizon ». Son image se voit, sous la forme d'un ibis,  sur la statue du prêtre Redjit.